# Satyria grandifolia
Satyria grandifolia là một loài thực vật có hoa trong họ Thạch nam. Loài này được Hoerold miêu tả khoa học đầu tiên năm 1909.